# Творёное золото
Творёное золото — микроскопические частицы золота в виде порошка. Изготавливается из листов тончайшего золота 960-й пробы. Творёное золото применяется в художественной росписи, иконописи, реставрации.
Творёное золото традиционно используется мастерами-позолотчиками наравне с применением сусального, причём как в чистом виде, так и с добавлением пигментов.

## История
Возникновение материала — творёное золото — непосредственно связано с развитием иконописи. Древнейшие сохранившиеся иконы датируются VI веком. При создании этих икон древние мастера уже использовали творёное золото. Техника нанесения творёного золота на икону пришла на Русь из Византии в конце X века вместе с искусством иконописи.
Получение и применение творёного золота несколько веков назад описал Пресвитер Теофил в своих трактатах (XII век). Монах-просветитель подробно изложил способ изготовления золота 

чтобы украшать им нимбы вокруг голов святых, подол платья и кайму на нем, и всё остальное, что ты пожелаешь.
Мастера алтарной живописи применяли его для отделки различных деталей композиции — украшения одежд, архитектурных элементов и других деталей, где отделка золотом призвана передать изображение реального мира.
Русские художники-иконописцы, говоря о процессе смешения красок для росписи икон, вплоть до конца XIX века употребляли выражение «тереть краски». А сами краски именовались «творёными». С начала XX века творёными стали называть только краски из порошков золота и серебра, смешанного со связующим. Отсюда и названия материалов — творёное золото, творёное серебро.

## Применение
Творёное золото широко используется в золочении — иконописи и других позолотных работах, требующих золочения отдельных элементов декора. Широкое распространение творёное золото имеет в книжной и настенной графике. Золотой порошок десятки столетий назад уже использовали мастера Египта для росписи стен, колонн, пола, пергамента.
Наравне с применением в иконописи, творёное золото широко используется в декоре светских интерьеров. В Российской империи особо популярной была расписная позолоченная мебель. В работах по золотой росписи наравне с золочением мебели мастера использовали и сегодня используют творёное золото. Привил России эту моду Пётр I. Заложив основу Петергофа, царь Пётр долгое время путешествовал по Европе. В то время царила мода, диктуемая блестящим двором короля Франции Людовика XIV. И в 1715 году Пётр I приказал своему представителю в Париже Конону Зотову прислать планы, фасады и перспективы лучших дворцовых сооружений Франции «особливо королевскому дому и саду в Марли».
Сегодня декорирование творёным золотом используется в реставрационных и иконописных работах, а также в декоре частных коллекций — для придания эксклюзивности предметам. При выполнении высокохудожественной позолоты — стильная мебель, рамы, — мастера часто используют творёное золото. Благодаря природному блеску творёное золото создаёт эффект свечения красок. Покрытые творёным золотом предметы приобретают красивую, мягкую и нежную поверхность с бархатным золотым оттенком.

## Изготовление
Творёное золото изготавливается из листов сусального золота 960-й пробы. В старину мастера-позолотчики изготавливали творёное золото самостоятельно. Чтобы приготовить золото для живописи, его смешивали с гуммиарабиком, являющимся связующим веществом, и с водой, превращающей смесь в жидкую массу. В чистое чайное блюдце мастер насыпал гуммиарабик, доливал несколько капель воды и размешивал указательным пальцем правой руки, пока не получится густая клейкая масса. Затем в блюдце переносят лист золота и уже растирают вместе со связующим веществом. Стадия ручного творения — очень трудоёмкий процесс, который длится, как правило, около полутора часов.
Сегодня творёное золото производится промышленным способом на высокоточном оборудовании. Но и сегодня некоторые мастера-позолотчики предпочитают изготавливать творёное золото своими руками.